# Calathea varians
Calathea varians är en strimbladsväxtart som först beskrevs av Karl Heinrich Koch och Charles Marie Joseph Mathieu, och fick sitt nu gällande namn av Friedrich August Körnicke. Calathea varians ingår i släktet Calathea och familjen strimbladsväxter. Inga underarter finns listade.